# فرد إليس (رسام كارتون)
فرد إليس (بالإنجليزية: Fred Ellis)‏ هو رسام كارتون أمريكي، ولد في 1885 في شيكاغو في الولايات المتحدة، وتوفي في 1965.

## وصلات خارجية
- فرد إليس على موقع IMDb (الإنجليزية)
- فرد إليس على موقع قاعدة بيانات الأفلام السويدية (السويدية)
- فرد إليس على موقع كينوبويسك (الروسية)